# رآکتور گازی سریع

راکتور سریع خنک شده گازی (به انگلیسی: Gas cooled fast reactor) یا رآکتورهای GCFR، یکی از انواع رآکتور هسته‌ای از نوع راکتورهای بریدری است که به منظور استفاده در نیروگاه‌های هسته‌ای کاربرد دارد که از انرژی هسته‌ای استفاده می‌کند.
این راکتورها نتیجهٔ تکاملی رآکتورهای HTGR (راکتور دمای بسیار بالا امروزی) هستند، و با هلیوم خنک می‌شود. سوختش مخلوطی از PuO2 و UO2 است. اینها بر خلاف راکتورهای LMFR احتیاجی به سیستم‌های تبادل گرمایی (intermediate heat exchangers) ندارند. 
برخی معتقدند که این نوع رآکتورهای از نظر اقتصادی از بقیه اقسام رآکتورها مقرون به صرفه‌ترند.

## جستارهای مربوطه
- راکتور آبی سبک